# Rita rita
Rita rita es una especie de peces de la familia Bagridae en el orden de los Siluriformes.

## Morfología
Los machos pueden llegar alcanzar los 150 cm de longitud total.

## Alimentación
Come insectos, moluscos, gambas y peces hueso.

## Hábitat
Es un pez de agua dulce y de clima tropical (18 °C-26 °C).

## Distribución geográfica
Se encuentran en Asia: Afganistán, Pakistán, la India, Bangladés y Birmania.